# José Fernando de Abascal y Sousa
Pour les articles homonymes, voir Abascal.

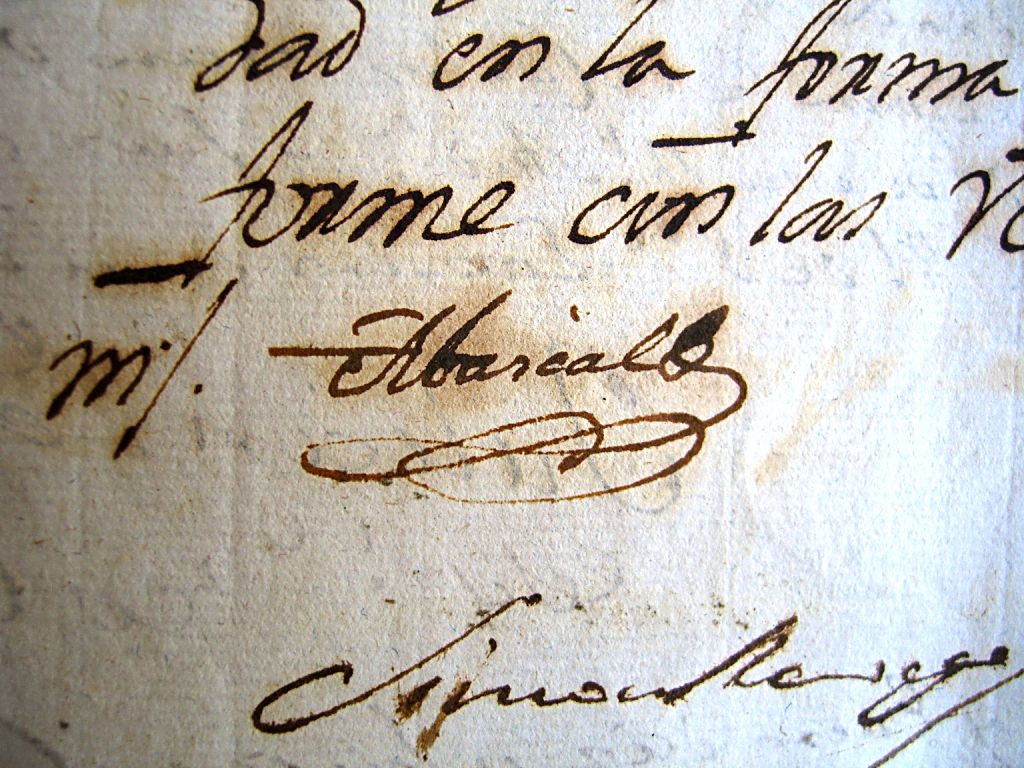
Signature de José Fernando de Abascal (avant qu’il ne fût anobli avec le titre de marquis de la Concordia et ne signât comme tel).

José Fernando de Abascal y Sousa (Oviedo, Espagne, 1743 - Madrid, 1821), premier marquis de la Concordia, est un noble, militaire et haut fonctionnaire colonial espagnol, qui est vice-roi du Pérou de 1806 à 1816.
Après une carrière militaire en Europe et en Afrique du Nord, il servit dans les colonies espagnoles d’Amérique, prenant part notamment, en 1796, à la défense de La Havane face aux Anglais, et exerçant à partir de 1800 la fonction de commandant général et d’intendant de Nouvelle-Galice à Guadalajara (dans l’actuel Mexique), avant d’être nommé en 1804 vice-roi du Pérou, poste dont il ne pourra prendre possession qu’en 1806 en raison d’une période de captivité chez les Anglais.
Farouche partisan de l’absolutisme, il était en même temps imprégné des Lumières espagnoles et entreprit, en sa qualité de vice-roi, un ensemble de réformes dans l’enseignement, prit des mesures de santé publique, notamment une campagne de vaccination anti-variolique, réorganise la défense du territoire, et, conformément aux consignes reçues de Madrid, abolit l'Inquisition et instaura la liberté de la presse. Dès avant l’émergence des mouvements d’émancipation, il mena une politique favorable aux élites criollos (Européens nés dans les colonies, par opposition aux péninsulaires, nés en Espagne), tendant à désamorcer la tension entre ces deux groupes, donc à neutraliser le principal ressort du désir d’indépendance.
Lorsqu’à la fin de la première décennie du XIXe siècle, à la faveur des événements dans la métropole espagnole (invasion française, abdication du roi), ce désir eut pris corps sous forme de révolutions et de juntes de gouvernement autonomes, surtout dans les vice-royautés et capitaineries voisines — mais dont restera assez largement préservé le Pérou, sans doute par suite de sa politique conciliatrice envers les élites criollos —, il adopta une attitude d’intransigeance et de fermeté, combattit les troupes indépendantistes, renforça son autorité de vice-roi et fera du Pérou le bastion de la réaction royaliste en Amérique du Sud, n’hésitant pas à occuper militairement les territoires rebelles limitrophes : Haut-Pérou dès 1810, Audiencia de Quito, et Chili en 1814.
En 1816, il sollicita et obtint sa démission du roi Ferdinand VII et s’en retourna en Espagne couvert d’honneurs.

## Carrière politico-militaire (1762-1804)
Abascal naquit dans les Asturies, au sein d’une famille noble. À l’âge de 19 ans, il s’engagea dans l’armée et fut versé dans l’infanterie, où il apprit l’art de la stratégie. Il devint membre en 1795 de l’ordre de Santiago, puis de celui de Charles III. Il combattit sur les côtes d’Afrique du Nord et dans le Roussillon, puis servit dans les troupes aux Amériques, de Santa Catalina à Colonia del Sacramento, en passant par Santiago du Chili et la Havane en 1796, où il prit part à la défense de la ville contre les Anglais, jusqu’à être nommé en 1800 intendant de Guadalajara, auquel titre il eut à réprimer en 1801 la rébellion indienne menée par Indio Mariano. Au terme de 20 années de service, il fut élevé au grade de colonel, puis, à l’issue de la guerre contre la France, à celui de brigadier. À l’instar de ses collègues, et à mesure qu’il avançait en âge et en expérience, il exercera, en plus de son commandement militaire, une fonction civile et politique. Totalement absorbé par sa carrière, il eut peu de temps à consacrer à son mariage, contracté tardivement.
En 1804, il fut nommé vice-roi du Río de la Plata, fonction dont toutefois il ne lui fut pas donné de prendre possession, attendu qu’il sera, la même année, désigné vice-roi du Pérou. Il lui faudra cependant attendre 1806 avant de pouvoir assumer cette nouvelle charge, car il sera fait prisonnier par les Anglais au cours de son voyage pour Lima, ce qui le contraindra à faire ensuite jusqu’à son lieu de destination un périple long et coûteux, déterminé par les rapides changements de la politique internationale d’alors. En effet, promu d’intendant de Guadalajara à vice-roi du Río de la Plata, il s’embarqua à Veracruz pour la Havane, puis, le navire à bord duquel il avait pris passage ayant été capturé par les Anglais et lui-même fait prisonnier, son périple le conduisit aux Açores, puis à Lisbonne ; ensuite, au lieu du trajet habituel des mandataires péruviens ― à savoir l’itinéraire maritime classique passant par Cadix, la Havane, Veracruz, Panama, Paita, pour, de là, gagner Lima par terre ―, il fit un trajet de 3 500 kilomètres de marche terrestre entre Colonia del Sacramento (dans l’actuel Uruguay) et Lima. Cependant, le nouveau vice-roi, en homme accoutumé aux peines de la vie militaire, et doué de flair politique, sut faire son profit de ce contretemps en faisant connaissance de première main avec le territoire sous sa future tutelle, élément important pour sa subséquente carrière politique et militaire.

## Personnalité et vision
Abascal sut habilement surmonter la crise dynastique des Bourbons d'Espagne de 1808 et préserver sa vice-royauté du conflit interne qui sévit dans les trois autres vice-royautés de l’Empire espagnol, la vice-royauté du Río de la Plata, la vice-royauté de Nouvelle-Grenade et la vice-royauté de Nouvelle-Espagne (connue également sous le nom de vice-royauté du Mexique), ainsi que dans les deux capitaineries générales, la capitainerie générale du Venezuela et la capitainerie générale du Chili à partir de 1809. Au moyen de sa politique de réciprocité, Abascal parvint à désamorcer la tension entre Espagnols nés en Espagne (péninsulaires) et Européens nés dans les Amériques (criollos), et ce dans la perspective d’opérer un retournement de la politique caroline en vigueur depuis la décennie 1770. Sa politique conservatrice combinait la défense interne de l’ordre établi avec une contre-offensive à l’extérieur. Le gouvernement de Lima, capitale de la vice-royauté, mit à profit les révolutions criollas survenues à Quito, dans le Haut-Pérou et au Chili pour y rétablir entre 1809 y 1815 la tutelle péruvienne. Ce nouveau Grand Pérou contre-révolutionnaire représenta un défi formidable pour les régimes révolutionnaires de la Nouvelle-Grenade et de Buenos Aires. Les autorités portègnes échouèrent en effet par trois fois dans leur tentative d’établir leur domination sur le Haut-Pérou, qu’Abascal avait, dans le sillage de la révolution de Mai de 1810, réincorporé dans la vice-royauté du Pérou, alors que ce territoire appartenait à la vice-royauté du Río de la Plata depuis 1776.
Les deux bastions du légalisme absolutiste en Amérique du Sud étaient, au tournant du siècle, le Pérou et le Brésil, ce dernier étant à ce moment le centre de la monarchie portugaise. En effet, en ces temps de volonté d’émancipation des colonies espagnoles, Abascal fit figure d’authentique vice-roi, et le seul du moment, étant donné que ni José de Iturrigaray en Nouvelle-Espagne, ni Baltasar Hidalgo de Cisneros dans le Río de la Plata, ni Antonio Amar y Borbón en Nouvelle-Grenade ne faisaient montre, dans leur action, des qualités censées caractériser la fonction de représentation de la royauté, fonction consubstantielle à la figure du vice-roi. Ceux-là se montrèrent tellement déconcertés par la nouveauté et tellement dépourvus d’initiative personnelle, qu’ils furent bientôt emportés par les événements. La seule exception fut Abascal, qui ne se contenta pas d’une attitude expectative et retenue. Il agit en homme d’énergie, avec décision et initiative, c'est-à-dire tout le contraire du type de vice-roi qu’avaient configuré les réformes bourbonniennes : un administrateur aux attributions restreintes et un simple exécutant. L’époque où Abascal gouverna la vice-royauté du Pérou était traversée par une profonde crise d’autorité, et, pour le militaire de caste qu’il était, rien ne pouvait être plus affligeant que de voir les gouvernements péninsulaires mettre en œuvre des idées nouvelles ― telles que prévues par les réformes bourbonniennes ― qui, à son jugement, minaient son autorité. En ne se résignant pas, en une époque critique, à agir avec faiblesse, Abascal ne pouvait que s’affirmer comme une autorité indépendante.
Vers 1800 s’enchaînèrent une série d’événements qui portèrent la menace la plus grave sur l’unité des domaines de la monarchie espagnole et provoquèrent, outre une crise institutionnelle de la fonction de vice-roi et des vice-royautés, également une crise des personnes. La situation créée par le mouvement d’émancipation força le vice-roi à s’engager sur des bases constitutionnelles totalement différentes. La posture révolutionnaire s’appuyait sur l’idée que, le vice-roi étant nommé par le roi, l’autorité du vice-roi s’évanouissait automatiquement dès le moment où l’autorité royale cessait d’exister, ainsi que cela était le cas avec l’abdication du roi d’Espagne à la suite de l’invasion napoléonienne. Cependant, dans le cas du Pérou, prévalut l’effet contraire, vu que la mesure la plus élémentaire prise en réaction à la commotion révolutionnaire devait être, et sera, de renforcer énergiquement les ressorts du pouvoir.
Abascal réussit à surmonter la crise constitutionnelle en faisant une véritable démonstration d’habilité politique, par quoi il fut en mesure à la fois de sauvegarder l’obéissance aux autorités de la métropole, de réprimer les tentatives révolutionnaires, de récompenser ses serviteurs, de préserver l’armée royaliste en Amérique, de se porter, en dehors de sa vice-royauté, au secours de toutes les autorités en péril d’être balayées par les insurgés ― et ce en des circonstances où le Pérou lui-même nécessitait toute son attention et toutes ses ressources ―, et de faire naître un parti américain criollo royaliste pour faire pièce aux partisans de l’indépendance. L’attitude ferme et intransigeante du vice-roi envers les révolutionnaires et les mécontents fut sans doute le facteur le plus décisif dans le maintien de l’autorité espagnole. Au contraire des autres représentants, qui, dans d’autres parties de l’Empire espagnol, cédaient docilement à la pression, Abascal était constamment sur ses gardes, résolu à soutenir farouchement le système absolutiste auquel il croyait, désapprouvant non seulement les vacillations de ses collègues dans d’autres territoires de l’Amérique espagnole, mais aussi les politiques conciliantes menées par certains groupes exerçant le pouvoir politique dans la métropole même. Dans des conditions aussi difficiles, alors que les exemples des révolutions nord-américaine et française, en sus des conflits dans sa propre métropole, ébranlaient tous les secteurs sociaux du Pérou, il fit preuve de talent, de sagacité et de décision. Son prestige personnel et ses qualités d’homme d’État, à l’égal de sa droiture et de son imperturbabilité, lui valurent le respect et la sympathie de la population de Lima, même si en contrepartie cette adhésion fût fort onéreuse sur le plan économique. Pour réaliser ses objectifs, Abascal adopta une politique de conciliation et de rapprochement avec les élites criollas, se montrant en particulier respectueux des concessions déjà faites dans le cadre du projet bourbonnien du XVIIIe siècle et des intérêts qui en dérivaient. Ainsi sa politique au Pérou ne fut-elle ni innovante, ni, moins encore, abrupte, mais la continuation d’un processus déjà commencé de rapprochement entre le gouvernement vice-royal et les élites de Lima. Son habileté lui permit de survivre dans une situation potentiellement dangereuse, où les puissants gens d’affaires de Lima, sinueux et rompus à l’intrigue, s’appliquaient avant tout à promouvoir leurs propres intérêts.

## Vice-roi du Pérou

### Administration du Pérou (1806-1808)

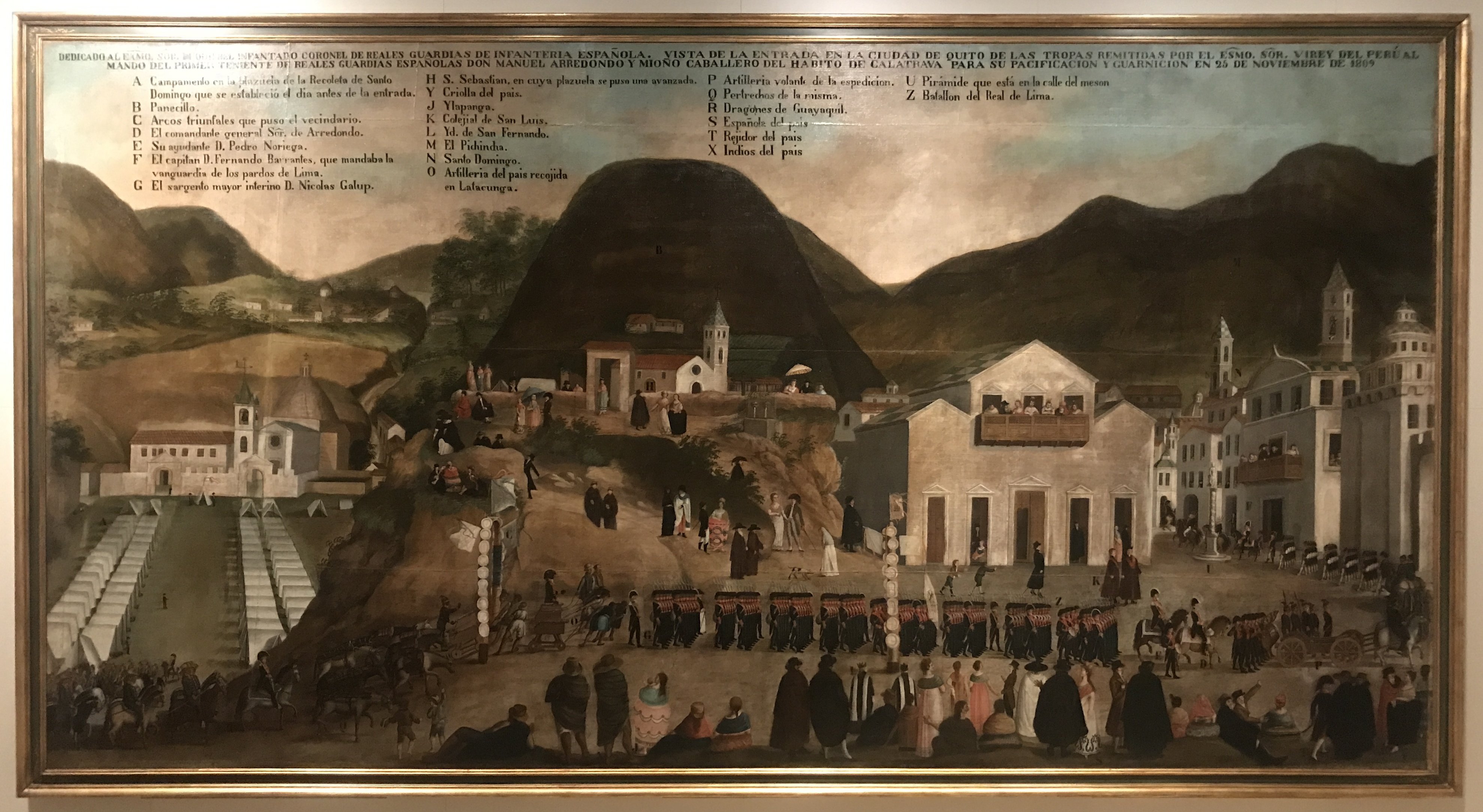
Entrée des troupes du vice-roi Abascal y Sousa dans la ville de Quito, en 1809.

L’esprit éclairé d’Abascal, imprégné des Lumières espagnoles, sut se cristalliser dans un ensemble de mesures favorables aux sujets péruviens du roi d’Espagne et destinées à assurer au vice-roi leurs sympathies. Dans ce but, Abascal se concentra sur des actions dans les domaines de la salubrité publique, de la culture et de la défense du territoire, qui lui serviront plus tard d’arguments politiques dans les moments difficiles de son mandat.
En homme influencé par les Lumières, Abascal portera donc plus particulièrement son attention sur les aspects sanitaires et culturels. Il fonda de nombreux ateliers d’apprentissage et, avec la collaboration du peintre José del Pozo, créa l’École royale de Peinture de Lima. Il apporta son concours à la campagne de vaccination anti-variolique de ses administrés, accueillant en effet dans sa vice-royauté l’expédition Balmis, qui fit escale à Lima le 23 mai 1806 ; ladite expédition, dont le nom fait référence à son chef, le docteur Francisco Javier Balmis, s’attachait à propager la vaccination contre la variole à travers tout l’Empire espagnol. En l’absence de Balmis, qui ne faisait pas partie du groupe arrivé au Pérou, l’expédition était dirigée par son suppléant, le docteur José Salvany y Lleopart, avec la collaboration du docteur Hipólito Unanue. Le 2 août 1805, 22 esclaves brésiliens furent vaccinés à Lima puis envoyés, en guise de porteurs vivants du vaccin, vers le nord de l’Argentine actuelle, le Paraguay, le Chili et dans le reste du Pérou. (L’expédition Balmis utilisait des orphelins espagnols dans le même but.) Cependant, la vaccination de masse ordonnée par Abascal à Lima n’eut pas grand succès ; si le vaccin était disponible, il n’était pas gratuit, et les intérêts établis s’y entendirent à en faire une source de revenus à leur profit. Une autre de ses mesures éclairées fut l’aménagement d’un cimetière hors des murs de la ville de Lima, afin d’éviter la survenue de maladies contagieuses que l’habitude d’inhumer les morts dans les églises et les couvents serait susceptible de provoquer. Il consacra à ce projet d’importantes ressources, alimentées par des apports disparates, et reçut le clair soutien du haut clergé ainsi que du collège des médecins.
Parmi le second type de mesures (celles culturelles)  figure la fondation en 1810 de l’école de médecine San Fernando et du Jardin botanique (comprenant un édifice en cloître, une bibliothèque, des salles de formation, etc.) en vue de former des médecins et des spécialistes. La raison de cette préoccupation d’Abascal était l’observation qu’il avait faite, durant le laborieux trajet précédant son entrée en fonction, des carences en la matière dont souffrait une grande partie de l’Amérique du Sud. De même, il impulsa la création des collèges San Pablo et du Cercado pour l’instruction des enfants de l’élite péruvienne et fonda le Collège des avocats de la capitale, institution largement ouverte aux criollos.
Le 1er décembre 1806, un tremblement de terre d’une durée de 2 minutes secoua la ville de Lima. À El Callao, un raz-de-marée consécutif à ce séisme projeta une lourde ancre sur le toit de la capitainerie du port. Cent cinquante mille pesos durent être dégagés pour réparer les murailles de la ville. Entre 1812 et 1813, on enregistra un grand incendie à Guayaquil (dans l’actuel Équateur), qui détruisit une moitié de la ville, un ouragan à Lima, qui déracina les arbres de l’Alameda, et un tremblement de terre à Ica et à Piura.
C’est sous son administration qu’en 1806 fut débarquée au Pérou l’ultime cargaison d’esclaves noirs. À ce moment-là, un esclave adulte mâle était vendu 600 pesos.
Dans le domaine des mesures d’ordre extérieur, il faut citer celle visant à fournir en armements et fonds Jacques de Liniers et Francisco Javier de Elío, respectivement pour la défense de Buenos Aires et de Montevideo, face aux offensives anglaises de 1806 et 1807 contre le Río de la Plata dirigées par William Carr Beresford et John Whitelocke, offensives efficacement repoussées par les milices criollos. Cependant, le vice-roi Abascal ne se bornait pas à prêter un secours ponctuel lors de telle ou telle attaque précise ; il mit également au point tout un plan de défense ambitieux et performant de la ville de Lima, du port de Callao et de ses environs, et ordonna la remise en état de l’ancienne usine à poudre et la réorganisation de l’armée royale du Pérou. Il prêta une attention particulière à l’artillerie comme arme clef de défense et d’attaque dans les nouvelles guerres à venir, sans pour autant négliger l’infanterie et la cavalerie, mettant sur pied notamment un régiment de patriciens, doté du nom de La Concordia Española en el Perú (nom auquel renvoie le titre nobiliaire de Castille, marquis de la Concordia, qui lui sera octroyé en 1812) et destiné à symboliser l’union entre les Espagnols dits péninsulaires (nés en Espagne) et criollos (nés aux Amériques). Enfin, il réorganisa la flottille chargée de surveiller les mers dans le sud.
Sa gestion, se signalant par la prévoyance, le bon sens et l’efficacité, eut l’appui des élites péruviennes de son époque.

### Répercussions en Amérique des politiques européennes (1808-1810)
Napoléon Bonaparte, couronné empereur en 1804, mena une politique expansionniste en Europe et réussit à dominer tout le continent européen, à l’exception des deux royaumes ibériques. Avec habileté, il sut exploiter la division interne au sein de la famille royale espagnole, séquestra celle-ci, et plaça sur les trônes de Portugal et d’Espagne des rois sous ses ordres. De cette manière, et les Bourbons une fois écartés, la France se proposait de se rendre maître des possessions espagnoles d’outremer. Dans les vice-royautés, cette situation provoqua une profonde crise. Les nouvelles en provenance d’Espagne, généralement confuses, l’inaptitude de beaucoup de gouvernants à exercer le commandement, et le revanchisme d’une partie de l’élite criolla, furent les ingrédients espérés et utilisés par les révolutionnaires. Abascal, en ce temps d’inéluctable crise institutionnelle, consécutive à l’absence d’autorité politique au sommet de la monarchie et à l’invasion militaire de la métropole par des troupes étrangères, agit avec adresse.
S’il n’y eut certes jamais de troupes françaises au Pérou, il vint en revanche divers émissaires dépêchés vers les autres vice-royautés, ainsi que des missives invitant à la collaboration adressées à plusieurs personnalités détenant des postes à responsabilité dans les administrations. En même temps, la traditionnelle alliance luso-britannique visait à s’emparer des riches possessions espagnoles, par l’intermédiaire de Charlotte Joachime de Bourbon, frère du roi Ferdinand VII et épouse du roi de Portugal. Abascal pour sa part jura fidélité au roi Ferdinand VII de Bourbon, jetant ainsi dans la balance son autorité de plus haut mandataire politique, militaire et juridique du Pérou. Aussitôt, le vice-roi Abascal entreprit une campagne de levée de fonds en faveur de la cause de l’indépendance espagnole en Europe, mettant à contribution tous les citoyens, y compris les intendants et gouverneurs, les négociants du Consulat (tribunal de commerce), les membres du clergé, et lui-même.
Abascal était un soutien dévoué et infatigable de la monarchie absolue ; pourtant, il appuya les Cortès de Cadix dans leur lutte contre Bonaparte, leur faisant parvenir argent et matériel, et ne put empêcher que la constitution de 1812 promulguée par lesdites Cortès en mars 1812 eussent quelque répercussion sur sa politique, nonobstant qu’en raison de la distance entre le Pérou et la métropole et des guerres en Espagne et aux Amériques, il gouvernât d’une façon largement indépendante. Abascal s’employa à ce que les dispositions libérales de cette nouvelle constitution n’entrassent pas en vigueur au Pérou, ce qui provoqua des révoltes à Cusco, Tacna et Arequipa, toutes réprimées. Néanmoins, des élections furent organisées pour les Cortès de Lima et de Cuzco, qui devaient faire figure de paradigmes de la liberté constitutionnelle au Pérou, mais auquel, dans cette dernière ville, il fut coupé court par la révolte criolla et indigène qui y éclata. En même temps fut instaurée la liberté de la presse, permettant tant à des journaux et revues conservateurs, tels que Gaceta del Gobierno de Lima ou Verdadero Peruano, que pro-constitutionnels, tels que El Peruano ou Satélite del Peruano, de paraître et de jouer jusqu’en 1814, à l’usage des réformistes comme des monarchistes, le rôle de terrain d’affrontement idéologique de l’élite politique vice-royale. Le débat d’idées s’invita également dans les collèges de professeurs de l’université des deux principales villes péruviennes, l’Universidad Nacional Mayor de San Marcos et l’Université nationale Saint-Antoine-Abbé de Cuzco, où s’opposaient scolastiques et novateurs, et où l’on lisait clandestinement l’Encyclopédie. Pour sa part, l’Église était partagée entre la loyauté, représentée notamment par l’évêque Bartolomé María de las Heras, et la contestation, incarnée par l’évêque José Pérez y Armendáriz. L’Inquisition de Lima fut temporairement suspendue par suite des réformes décidées par les Cortès de Cadix.
Après que la paix et la tranquillité antérieures à l’invasion napoléonienne de l’Espagne eurent été finalement rétablies dans la métropole, avec la concomitante restauration du roi Ferdinand VII en 1814, et que fut promulguée la dérogation à la Carta magna, l’on assista, dans toute l’Amérique espagnole, hormis dans le Río de la Plata, à la restauration de l’Inquisition, à l’abolition de la liberté de la presse et à l’écrasement des soulèvements.

### Politique contre-révolutionnaire d’Abascal (1810-1816)

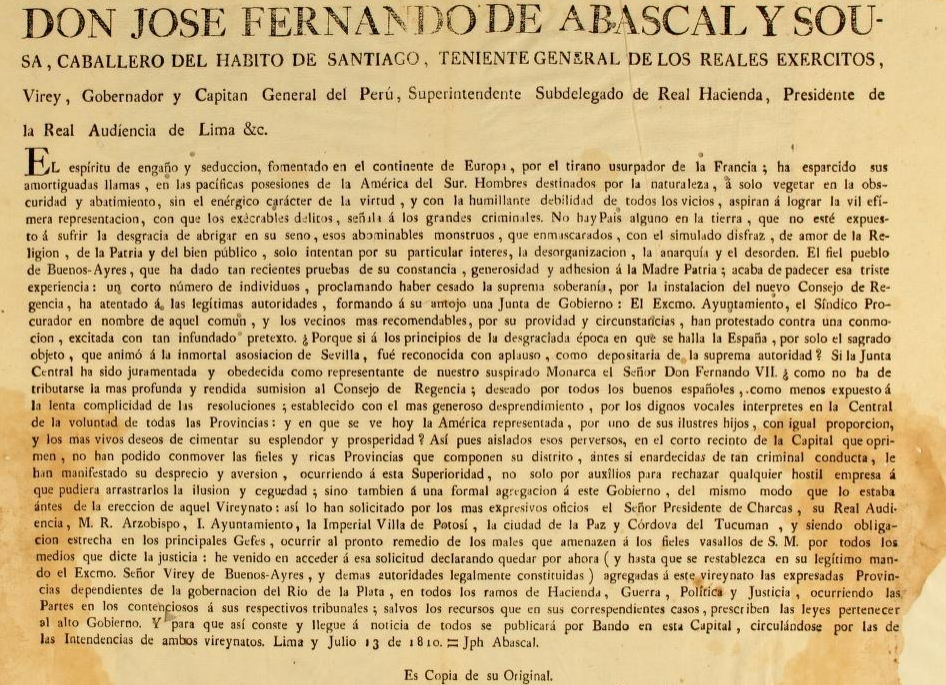
Déclaration du 13 juillet 1810, annexant provisoirement la province de Charcas et de Córdoba del Tucumán à la vice-royauté du Pérou.

Abascal fut le paladin de la cause royaliste dans les vice-royautés ; quand il n’y eut plus de roi en Espagne, Abascal le fut en Amérique. Il combattit farouchement les mouvements indépendantistes dans toute l’Amérique du Sud espagnole, et fit du Pérou le centre de la réaction royaliste.
Lorsqu’éclatèrent en 1809 les révolutions de Chuquisaca et de La Paz dans le Haut-Pérou (territoire sous la tutelle de la vice-royauté du Río de la Plata voisine), il s’offrit de venir en aide au vice-roi Cisneros et dépêcha un corps expéditionnaire, sous le commandement de José Manuel de Goyeneche, pour mater la révolte de la Paz.
Après qu’eut éclaté la révolution de Mai à Buenos Aires, le 25 mai 1810, Abascal s’empressa d’occuper militairement les provinces de Córdoba, Potosí, La Paz et Charcas (ces trois dernières sises dans le Haut-Pérou, actuelle Bolivie) — tous territoires rioplatenses, sur lesquels la junte de Buenos Aires issue de la révolution de Mai revendiquait l’autorité — et les réincorpora dans la vice-royauté du Pérou, dont elles avaient été scindées en 1776 en vue de la création de la vice-royauté du Río de la Plata. Les troupes royalistes, dirigées par Goyeneche et par José de la Serna, vainquirent les rebelles et les troupes portègnes venues à leur secours dans les batailles de Huaqui, de Vilcapugio, d’Ayohúma et de Viluma. La province de Tarija, dans l’extrême sud de la Bolivie actuelle, s’établit ainsi comme la limite géographique, pour l’heure indépassable, de l’avancée révolutionnaire des provinces « d’en-bas », ce qui détermina le basculement de la planification continentale des indépendantistes rioplatenses pour leur conquête de la vice-royauté du Pérou, centre de la puissance militaire espagnole ; cette conquête se fera en effet non par le nord, mais par l’ouest : à travers les Andes et via le Chili, sous la conduite du libertador José de San Martín, mais seulement à partir de septembre 1820.
De même, il réintégra dans sa vice-royauté la capitainerie du Chili et Quito (actuelle Équateur, séparé du Pérou en 1739 pour être rattaché à la vice-royauté de Nouvelle-Grenade). C’est du reste sur le territoire de la Real Audiencia de Quito qu’eurent lieu, entre 1809 et 1810, les premières actions contre-révolutionnaires tendant à rétablir l’ordre légal, en l’espèce par les soins du comte de Ruíz de Castilla, peu apte à cette tâche, et du peu sûr marquis de Selva Alegre. Dans la capitainerie générale de Caracas se produisirent également des événements qui, de leur déclenchement jusqu’à leur répression par les troupes péninsulaires de Pablo Morillo en 1815, influèrent sur la situation au Pérou.
Le 24 avril 1812, une troupe espagnole sous les ordres de Rafael Maroto débarqua à Callao pour aider à combattre les insurgés dans la colonie. Le vice-roi envoya ensuite, en décembre de la même année, après concertation avec le brigadier Antonio Pareja, une armée de 2 400 hommes, commandée par celui-ci, mener campagne au Chili, où les indépendantistes José Miguel Carrera et Bernardo O'Higgins s’étaient emparés du pouvoir à la faveur d’un coup d’État en novembre 1811. Lorsque les troupes royalistes eurent débarqué sur l’île de Chiloé, dans le sud du Chili, elles furent bientôt rejointes par un grand nombre d’autres combattants, puis, sur le continent, se virent renforcées par d’autres effectifs encore dans les villes de Valdivia et de Talcahuano, cette partie méridionale du pays se trouvant en effet être peu favorable au mouvement d’indépendance. Ensuite, Pareja se rendit maître de Concepción et, ayant accordé l’amnistie à la garnison espagnole qui y était stationnée, vit également ces troupes se joindre aux siennes. À la tête maintenant de quelque 4 000 hommes, il marcha sur Chillán, qui se rendit sans combattre, et où 2 000 hommes supplémentaires rejoignirent les forces royalistes. Enfin, la victoire des Espagnols à la bataille de Rancagua en octobre 1814 ouvrit la voie à la reconquête de Santiago, ce qui permit de rétablir l’important commerce péruvo-chilien, compromis par les attaques des corsaires rioplatenses.
En revanche, les tentatives de résistance du monarchiste Francisco Javier de Elío ne purent empêcher la ville de garnison Montevideo de tomber en 1814 aux mains des révolutionnaires de la Bande Orientale et de Buenos Aires ; la contre-révolution déclenchée en août 1810 par l’ancien vice-roi Jacques de Liniers pour mettre fin à la révolution à Córdoba fut pareillement vaine, et s’acheva par la défaite et l’exécution de Liniers.
Au sein même de la vice-royauté du Pérou se produisirent, durant les dix années du mandat d’Abascal, plusieurs insurrections, de différentes tendances, mais échouant invariablement, par l’inexistence d’un terreau substantiel propice à un soulèvement révolutionnaire. Si le Pérou finit par être fait indépendant, ce fut par des forces « étrangères » qui avaient, au départ du Río de la Plata, traversé la cordillère des Andes, puis, après avoir libéré le Chili, atteint par l’océan Pacifique le territoire péruvien.
Dans les derniers jours de son mandat comme vice-roi du Pérou, Abascal se limita à ratifier toutes les ordonnances royales en provenance de Madrid, à émettre des avis sur le mode de gouverner les provinces d’outre-mer, à réhabiliter les jésuites, et à octroyer des permis d’exploitation de mines (avec usage de pompes à vapeur) et des permis de pêche à la baleine, ainsi qu’à améliorer la frappe de monnaie.

## Retour en Espagne et descendance
En 1812, Abascal fut élevé au rang de marquis de la Concordia. En 1816, il sollicita sa révocation et, l’ayant obtenue, s’en retourna en Espagne. Il fut remplacé par le général espagnol Joaquín de la Pezuela, qui était arrivé au Pérou en 1805 et avait servi dans les opérations militaires d’Abascal. Jusqu’à la date de son départ, les indépendantistes de Buenos Aires n’avaient cessé de lancer des expéditions pour tenter d’expulser les Espagnols hors du Haut-Pérou, entretenant un état de guerre continu.
Il quitta définitivement non seulement le Pérou mais aussi l’Amérique, le 13 novembre 1816, couvert de titres et d’honneurs, jouissant de la reconnaissance de l’élite sociale péruvienne qu’il avait favorisée durant les dix années de son administration, et laissant derrière lui sa fille unique, fiancée à un officier péninsulaire. Abascal mourut à Madrid en 1821, à l’âge de 79 ans.
Abascal légua l’ensemble de ses biens ainsi que son titre nobiliaire à sa fille María Ramona de Abascal, son unique héritière, qui avait épousé en 1815 Juan Manuel Pereira, pour lors brigadier. De cette union naquit Manuel Pereira Abascal, qui porta le titre de IIIe marquis de la Concordia Española del Perú, et se vit en outre octroyer la Real Carta de Sucesión le 23 mars 1852. À sa mort, le titre passa en 1876 à son neveu Juan Manuel Pereira Soto Sánchez . Le titre castillan de marquisat de la Concordia Española en el Perú s’éteignit finalement en 1913.